# Cryphia ravula
Cryphia ravula là một loài bướm đêm trong họ Noctuidae.